# Аквапарк Петроланд
Аквапарк Петроланд је туристичко-забавни комплекс у Србији који се налази на територији општине Бачки Петровац, надомак Новог Сада.
Аквапарк је отворен и за време хладнијег периода године захваљујући извору геотермалне воде топлије од 40 °C. Модерна технологија обезбеђује хлађење воде током летњих врућина.

## Фазе изградње
Укупна површина Аквапарка износи 20 хектара. Изградња је предвиђена у три основне етапе:
Прва етапа је завршена у октобру 2011. На површини од око осам хектара налази се више од 20 великих и мањих тобоганa. Аквапарк у свом саставу има шест базенa, али и остале забавне садржаје за децу и одрасле (пони кутак, забавну зону, мултифункционална спортска игралишта спортове, дворце на надувавање, трамболине, простране плаже са лежаљкама и сунцобранима ...) уз угоститељске и друге пратеће услуге.
Друга етапа обухвата изградњу отвореног базена, ауто-кампа и нових тобогана.
Трећа етапа обухвата изградњу смештајних капацитета, четврте тобоганске куле и више затворених базена са додатним садржајима, велнес-спа и фитнес-центра, апартманског насељa и хотелa са комплетном туристичком услугом.

### Тобогани
- Црна рупа — Висина: 12,6 м Дужина: 128,7 м
- Твистер — Висина: 12,6 м Дужина: 81 м
- Луди кукуруз — Висина: 9,8 м Дужина: 98,8 м
- Кинг тобоган — Висина: 14 м Дужина: 123,5 м
- Тигар — Један од највећих тобогана у Аквапарку. Висина: 12,6 м	Дужина: 119 м
- Зебра — Висина: 12,6 м	Дужина: 104,5 м
- Дуга — Брзи тобоган, који има неколико путања. Висина: 7 м Дужина: 53 м
- Камиказе — Тобоган са слободним падом. Висина: 15,4 м Дужина: 75,8 м

### Базени
- Базен са таласима — Централни отворени базен. Дужина: 54,4 м Ширина: 39,3 м Дубина: 2/0 (2,5)м
- Базен за релаксацију — Дужина: 39 м	Ширина: 14,2 м	Дубина: 1 м; У њему се налазе уређаји за водену масажу, „водене лежаљке“, мехурићи, млазнице као и велики водоскок. Недалеко од њега налази се и плажа са лежаљкама.
- Дивља река — Дужина: око 200 м, Дубина: 0,9 м
- Дечји рај — Саставни део базена је дечија кула са неколико тобогана. Дужина: 23,5 м Ширина: 30 м Дубина: 40 цм
- 2 базена за спуштање са тобогана. Ови базени су намењен искључиво корисницима тобогана и нису предвиђен за купање.

### Спортски терени
Комплекс располаже простором за разне игре и рекреативне спортове:
- терен за фудбал и кошарку на вештачкој трави;
- терен за фудбал на песку;
- терен за одбојку на песку;
- травнати терени за спорт;
- фитнес справе;

### Плаже
У оквиру комплекса налазе се 4 плаже са сунцобранима и 2000 лежаљки чије је коришћење бесплатно.

## Галерија
- Дечји рај
- Базен са таласима
- Ходник на улазу
- Тобогани из ваздуха
- Базен са топлом водом